# Кучек-Махале
Кучек-Махале (перс. كوچك محله) — село в Ірані, у дегестані Чагар-Фарізе, у Центральному бахші, шагрестані Бендер-Анзалі остану Ґілян. За даними перепису 2006 року, його населення становило 362 особи, що проживали у складі 97 сімей.

## Клімат
Середня річна температура становить 14,17 °C, середня максимальна – 27,03 °C, а середня мінімальна – 0,20 °C. Середня річна кількість опадів – 880 мм.
| Клімат поселення                              | Клімат поселення | Клімат поселення | Клімат поселення | Клімат поселення | Клімат поселення | Клімат поселення | Клімат поселення | Клімат поселення | Клімат поселення | Клімат поселення | Клімат поселення | Клімат поселення | Клімат поселення |
| Показник                                      | Січ.             | Лют.             | Бер.             | Квіт.            | Трав.            | Черв.            | Лип.             | Серп.            | Вер.             | Жовт.            | Лист.            | Груд.            |                  |
| Середній максимум, °C                         | 9,34             | 10,24            | 11,96            | 17,13            | 21,54            | 24,96            | 26,85            | 27,03            | 23,69            | 20,52            | 15,84            | 11,59            |                  |
| Середня температура, °C                       | 4,78             | 5,67             | 7,39             | 12,55            | 16,96            | 20,38            | 22,98            | 23,15            | 19,83            | 16,66            | 11,97            | 7,72             |                  |
| Середній мінімум, °C                          | 0,20             | 1,08             | 2,81             | 7,98             | 12,40            | 15,82            | 19,11            | 19,29            | 15,95            | 12,77            | 8,11             | 3,86             |                  |
| Норма опадів, мм                              | 91               | 71               | 72               | 50               | 37               | 24               | 15               | 42               | 93               | 141              | 120              | 124              |                  |
| Середньомісячна швидкість вітру, м/с          | 2.28             | 2.40             | 2.40             | 2.39             | 2.48             | 2.60             | 2.61             | 2.40             | 2.28             | 2.08             | 1.97             | 2.10             |                  |
| Середньомісячна сонячна радіація, кДж/м²·день | 6777             | 9015             | 11126            | 15890            | 20419            | 23164            | 23890            | 20129            | 16450            | 11102            | 8521             | 6462             |                  |
| --------------------------------------------- | ---------------- | ---------------- | ---------------- | ---------------- | ---------------- | ---------------- | ---------------- | ---------------- | ---------------- | ---------------- | ---------------- | ---------------- | ---------------- |
| Джерело:                                      |                  |                  |                  |                  |                  |                  |                  |                  |                  |                  |                  |                  |                  |